# Futbol'nyj Klub Luč Vladivostok
Il Luč Vladivostok, ufficialmente FK Luč (in russo Футбольный клуб Луч?, Futbol'nyj Klub Luč), era una società calcistica russa con sede nella città di Vladivostok. Militava nella PFN Ligi, la seconda serie del campionato russo di calcio.

## Storia
Il Luč ha mosso i primi passi nel campionato sovietico nel 1958, anno della sua fondazione. Il club giocò nel girone regionale della seconda serie della Russia dell'estremo oriente fino al 1965, anno in cui fu promossa al livello regionale superiore. Il Luč ha giocato in questa serie fino alla riorganizzazione dei gironi avvenuta nel 1972.
Dal 1972 al 1991 la squadra ha giocato nella seconda divisione del campionato sovietico ottenendo risultati non eccezionali. Il miglior piazzamento di questi anni è stato un secondo posto (1984).
Nel 1992, anno seguente della dissoluzione dell'URSS, al Luč fu concesso di giocare nella zona est della prima divisione russa (equivalente della Serie B). La squadra centrò al primo colpo la promozione nella massima serie del campionato, ma retrocesse l'anno seguente dopo essersi classificata al 15º posto.
Il Luč giocò in prima divisione fino al 1997, anno in cui retrocesse in seconda divisione. Nel 2003 comincia la risalita: dopo aver conquistato un primo posto nel campionato regionale, la squadra fu promossa in prima divisione e dopo due anni di permanenza la squadra riuscì a conquistare la tanto desiderata promozione.
Nel 2006 la squadra si è classificata al settimo posto nella massima divisione, miglior risultato della sua storia.
Nel 2008 la squadra finì ultima, tornando in seconda divisione. Nel 2011-2012, dopo il quindicesimo posto nella prima fase, la squadra finì diciassettesima, retrocedendo. L'anno seguente, però, vinse il Girone Est della Vtoroj divizion, riconquistando immediatamente la seconda divisione.

## Colori e simboli

### Simboli ufficiali

#### Stemma

Stemma del Luč-Ėnergija, utilizzato dal 2003 al 2018.

## Palmarès

### Competizioni nazionali
- PFN Ligi: 2

1992 (Girone Est), 2005
- Vtoroj divizion: 2

2003 (Girone Est), 2012-2013 (Girone Est)
- Kubok FNL: 1

2014

### Altri piazzamenti
- Coppa di Russia:

Semifinalista: 2013-2014